# 베니멜랄케니프라 지방

베니멜랄케니프라 지방

베니멜랄케니프라 지방(아랍어: بني ملال - خنيفرة, 프랑스어: Béni Mellal-Khénifra)은 모로코를 구성하는 12개 지방 가운데 하나로 모로코 중부에 위치한다. 행정 중심지는 베니멜랄이며 면적은 33,208km2, 인구는 2,520,776명(2014년 9월 1일 기준), 인구 밀도는 76명/km2이다.
2015년에 실시된 행정 구역 개편에 따라 샤위야와르디가 지방, 메크네스타필랄레트 지방의 일부 지역을 합병하여 신설되었다. 북쪽으로는 라바트살레케니트라 지방, 북동쪽으로는 페스메크네스 지방, 남동쪽으로는 드라타필랄레트 지방, 남서쪽으로는 마라케시사피 지방, 북동쪽으로는 카사블랑카세타트 지방과 접한다. 5개 주를 관할한다.